# Arboriticus
Genre
Arboriticus est un genre d'araignées mygalomorphes de la famille des Theraphosidae.

## Répartition
Les espèces de ce genre sont endémiques du Brésil.

## Liste des espèces
Selon World Spider Catalog (version 26, 20/08/2025) :
- Arboriticus celsoi Borges & Bertani, 2025
- Arboriticus giganteus Borges & Bertani, 2025
- Arboriticus maculatus Borges, Abegg & Bertani, 2025
- Arboriticus minor Borges & Bertani, 2025
- Arboriticus petropolis Borges & Bertani, 2025
- Arboriticus spinosissimus (Mello-Leitão, 1923)
- Arboriticus tarsicrassus (Bücherl, 1947)

## Systématique et taxinomie
Ce genre a été décrit par Borges et Bertani en 2025 dans les Theraphosidae.

## Publication originale
- Borges, Abegg, Paladini & Bertani, 2025 : « A new genus and five new species of arboreal tarantulas (Araneae: Theraphosidae) from Brazil. » Zootaxa, no 5679(4), p. 521-551.